# Dreizehn Briefe
Dreizehn Briefe war eine deutsche Fernsehserie. Die einzige Staffel hatte 13 Folgen und wurde vom 10. März bis zum 16. Juni 1967 freitags um 18.55 Uhr im ZDF ausgestrahlt. Regie führte Hermann Kugelstadt.

## Handlung
Dreizehn Briefe und die damit verbundenen dreizehn Geschichten rund um die jeweiligen Absender, Briefträger und Empfänger. Jede Episode widmet sich einem dieser Briefe. Mal sind die Geschichten amüsant, mal spannend und dann mal romantisch.

## Episodenliste
| Folge | Titel                        | Buch                | Erstausstrahlung | Bemerkung |
| ----- | ---------------------------- | ------------------- | ---------------- | --------- |
| 1     | Es liegt was in der Luft     | Christian Bock      | 10. März 1967    | Komödie   |
| 2     | Alarm im Äther               | Christian Bock      | 17. März 1967    | Abenteuer |
| 3     | Nachts, wenn andere schlafen | Hans-Dieter Schreeb | 31. März 1967    | Abenteuer |
| 4     | Bergromane sind gesünder     | Nicolaus Richter    | 7. April 1967    | Krimi     |
| 5     | Seenotfall bei Tonne 2       | Hans-Dieter Schreeb | 14. April 1967   | Abenteuer |
| 6     | Das neue Amt                 | Harald Müller       | 28. April 1967   | Komödie   |
| 7     | Mord im Stadtpark            | Christian Bock      | 5. Mai 1967      | Krimi     |
| 8     | Geschrieben ist geschrieben  | Nicolaus Richter    | 12. Mai 1967     | Abenteuer |
| 9     | Rhapsodie in Kupfer und Blei | Christian Bock      | 19. Mai 1967     | Krimi     |
| 10    | Eingeschrieben aus USA       | Nicolaus Richter    | 26. Mai 1967     | Krimi     |
| 11    | Urlaub muss sein             | Nicolaus Richter    | 2. Juni 1967     | Komödie   |
| 12    | Der Mann in der ersten Reihe | Hans-Dieter Schreeb | 9. Juni 1967     | Krimi     |
| 13    | Der unmögliche Patient       | Nicolaus Richter    | 16. Juni 1967    | Krimi     |

## Darsteller
Die Besetzungen wechselten mit den Episoden. Unter anderem traten so bekannte Schauspieler wie Camilla Horn, Rolf Schimpf, Horst Michael Neutze, Kerstin de Ahna, sowie die Ohnsorg-Stars Ernst Grabbe, Otto Lüthje, Erna Raupach-Petersen, Hilde Sicks, Henry Vahl und Christa Wehling auf.